# Eutichurus lizeri
Eutichurus lizeri is een spinnensoort uit de familie van de Cheiracanthiidae.
De wetenschappelijke naam van de soort werd in 1938 gepubliceerd door Cândido Firmino de Mello-Leitão.